# 以色列國家代表色

現代以色列國旗是在白底上有兩條藍色條紋，中央是藍色大衛星

以色列國家代表色是藍、白兩色，取自於以色列國旗的顏色。這兩種顏色雖非正式法律規定，但在現代被用來代表以色列愛國主義。許多旗幟、符號使用藍白兩色裝飾。